# Raven Klaasen
Pour les articles homonymes, voir Klaasen.
Raven Klaasen, né le 16 octobre 1982 à King William's Town, est un joueur sud-africain de tennis, professionnel depuis 2002.

## Carrière
Spécialiste de double, il a remporté dix-neuf titres dont les Masters 1000 de Shanghai 2015 et Indian Wells 2017 et atteint vingt-trois autres finales sur le circuit ATP.
Son meilleur classement en double est une 7e place mondiale en août 2019.
Il a atteint la finale de l'Open d'Australie 2014 avec l'Américain Eric Butorac pour sa première participation au tournoi. Pour cela, la paire a battu les numéros 1 mondiaux, les frères Bob Bryan et Mike Bryan en huitième de finale (7-69, 6-4) et la paire prolifique composée de Daniel Nestor et Nenad Zimonjić en demi-finale (6-2, 6-4). Ils s'inclinent lors de la finale face à Łukasz Kubot et Robert Lindstedt en deux sets (6-3, 6-3).
En 2016, associé à Rajeev Ram, il atteint la finale du Masters de Londres, où il chute face à Henri Kontinen et John Peers.
En 2018, il atteint avec Michael Venus la finale du tournoi de Wimbledon où ils s'inclinent contre Mike Bryan et Jack Sock.
En 2019, associé à Michael Venus, il atteint une deuxième fois la finale du Masters de Londres et la perd à nouveau, cette fois face à Pierre-Hugues Herbert et Nicolas Mahut.

## Palmarès

### Compétitions continentales
- Médaille d'or en double messieurs avec Willem Petrus Meyer aux Jeux africains de 2003 à Abuja
- Médaille d'argent en simple messieurs aux Jeux africains de 2003 à Abuja
- Médaille de bronze en simple messieurs à la Coupe d'Afrique des nations de 2007 à Rabat

## Parcours dans les tournois duGrand Chelem

### En simple
N'a jamais participé à un tableau final.

### En double messieurs
| 2012 | —                                                                                     | —                                                                                     | 1er tour (1/32) J.P. Fruttero \|\| style="text-align:left;" \| Dudi Sela F. Volandri  | —                                                                                        | —                                                                                            | 1/8 de finale A. Bogomolov \|\| style="text-align:left;" \| A.-U.-H. Qureshi J.-J. Rojer |
| 2013 | —                                                                                     | —                                                                                     | 1er tour (1/32) J. Brunström \|\| style="text-align:left;" \| D. Marrero F. Verdasco  | 1er tour (1/32) J. Brunström \|\| style="text-align:left;" \| Ł. Kubot M. Matkowski      | 1er tour (1/32) J. Brunström \|\| style="text-align:left;" \| E. Butorac F. Nielsen          |                                                                                          |
| 2014 | Finale E. Butorac                                                                     | Ł. Kubot R. Lindstedt                                                                 | 2e tour (1/16) E. Butorac \|\| style="text-align:left;" \| M. González Juan Mónaco    | 1/8 de finale E. Butorac \|\| style="text-align:left;" \| J. Benneteau É. Roger-Vasselin | 1/4 de finale E. Butorac \|\| style="text-align:left;" \| Scott Lipsky Rajeev Ram            |                                                                                          |
| 2015 | 2e tour (1/16) L. Paes \|\| style="text-align:left;" \| S. Bolelli F. Fognini         | 1er tour (1/32) Lu Yen-hsun \|\| style="text-align:left;" \| Bob Bryan Mike Bryan     | 2e tour (1/16) Rajeev Ram \|\| style="text-align:left;" \| Mate Pavić M. Venus        | 1/8 de finale Rajeev Ram \|\| style="text-align:left;" \| M. Matkowski N. Zimonjić       |                                                                                              |                                                                                          |
| 2016 | 1/4 de finale Rajeev Ram \|\| style="text-align:left;" \| Jamie Murray Bruno Soares   | 2e tour (1/16) Rajeev Ram \|\| style="text-align:left;" \| Eric Butorac Scott Lipsky  | 1/2 finale Rajeev Ram \|\| style="text-align:left;" \| J. Benneteau É. Roger-Vasselin | 2e tour (1/16) Rajeev Ram \|\| style="text-align:left;" \| C. Guccione André Sá          |                                                                                              |                                                                                          |
| 2017 | 2e tour (1/16) Rajeev Ram \|\| style="text-align:left;" \| M. Daniell M. Demoliner    | 2e tour (1/16) Rajeev Ram \|\| style="text-align:left;" \| R. Jebavý Jiří Veselý      | 1/8 de finale Rajeev Ram \|\| style="text-align:left;" \| H. Podlipnik A. Vasilevski  | 1er tour (1/32) Rajeev Ram \|\| style="text-align:left;" \| R. Dutra Silva P. Lorenzi    |                                                                                              |                                                                                          |
| 2018 | 1er tour (1/32) M. Venus \|\| style="text-align:left;" \| Scott Lipsky D. Marrero     | 1/8 de finale M. Venus \|\| style="text-align:left;" \| Nikola Mektić A. Peya         | Finale M. Venus                                                                       | Mike Bryan Jack Sock                                                                     | 2e tour (1/16) M. Venus \|\| style="text-align:left;" \| M. González Nicolás Jarry           |                                                                                          |
| 2019 | 1/4 de finale M. Venus \|\| style="text-align:left;" \| Leonardo Mayer João Sousa     | 1er tour (1/32) M. Venus \|\| style="text-align:left;" \| R. Bopanna Marius Copil     | 1/2 finale M. Venus \|\| style="text-align:left;" \| J. S. Cabal Robert Farah         | 2e tour (1/16) M. Venus \|\| style="text-align:left;" \| M. Kecmanović Casper Ruud       |                                                                                              |                                                                                          |
| 2020 | 2e tour (1/16) Oliver Marach \|\| style="text-align:left;" \| Andrés Molteni Hugo Nys | 1er tour (1/32) Oliver Marach \|\| style="text-align:left;" \| B. Bonzi Antoine Hoang | Annulé                                                                                | Annulé                                                                                   | 1er tour (1/16) Oliver Marach \|\| style="text-align:left;" \| Marcus Daniell Philipp Oswald |                                                                                          |
| 2021 | —                                                                                     | —                                                                                     | 2e tour (1/16) B. McLachlan \|\| style="text-align:left;" \| M. Purcell Luke Saville  | 1/4 de finale B. McLachlan \|\| style="text-align:left;" \| S. Bolelli M. González       | 2e tour (1/16) B. McLachlan \|\| style="text-align:left;" \| S. González Andrés Molteni      |                                                                                          |
| 2022 | 1/8 de finale B. McLachlan \|\| style="text-align:left;" \| M. Ebden Max Purcell      | 2e tour (1/16) Robin Haase \|\| style="text-align:left;" \| Nikola Mektić Mate Pavić  | 2e tour (1/16) M. Melo \|\| style="text-align:left;" \| J. O'Mara K. Skupski          | 2e tour (1/16) M. Melo \|\| style="text-align:left;" \| L. Glasspool H. Heliövaara       |                                                                                              |                                                                                          |
| 2023 | 1/8 de finale L. Harris \|\| style="text-align:left;" \| M. Granollers H. Zeballos    | 1er tour (1/32) L. Harris \|\| style="text-align:left;" \| R. Carballés Jaume Munar   | —                                                                                     | —                                                                                        |                                                                                              |                                                                                          |

N.B. : le nom du partenaire se trouve sous le résultat ; les noms des ultimes adversaires se trouvent à droite.

### En double mixte
| Année | Open d'Australie             | Open d'Australie             | Internationaux de France    | Internationaux de France    | Wimbledon                    | Wimbledon                 | US Open                     | US Open                  |
| ----- | ---------------------------- | ---------------------------- | --------------------------- | --------------------------- | ---------------------------- | ------------------------- | --------------------------- | ------------------------ |
| 2013  | —                            | —                            | —                           | —                           | 1er tour (1/32) A. Rodionova | Rajeev Ram F. Schiavone   | —                           | —                        |
| 2014  | 1er tour (1/16) Hsieh Su-wei | K. Mladenovic Daniel Nestor  | 2e tour (1/8) R. Kops-Jones | K. Mladenovic Daniel Nestor | 1er tour (1/32) M. Erakovic  | J. Konta D. Inglot        | 2e tour (1/8) A. Medina     | K. Srebotnik R. Bopanna  |
| 2015  | 1er tour (1/16) E. Svitolina | M. Krajicek Florin Mergea    | 1er tour (1/16) A. Rosolska | E. Svitolina Jamie Murray   | 3e tour (1/8) R. Kops-Jones  | K. Srebotnik Horia Tecău  | 2e tour (1/8) R. Kops-Jones | An. Rodionova Max Mirnyi |
| 2016  | 1er tour (1/16) R. Atawo     | A. Kudryavtesva R. Lindstedt | 1er tour (1/16) R. Atawo    | J. Janković N. Zimonjić     | 2e tour (1/16) R. Atawo      | Arantxa Parra S. González | —                           | —                        |
| 2017  | 1/4 de finale M. Krajicek    | Abigail Spears J. S. Cabal   | 2e tour (1/8) K. Srebotnik  | L. Hradecká M. Matkowski    | 2e tour (1/16) K. Srebotnik  | L. Kichenok Mate Pavić    | —                           | —                        |

N.B. : le nom de la partenaire se trouve sous le résultat ; les noms des ultimes adversaires se trouvent à droite.

## Participation auMasters

### En double
| Année | Ville              | Surface    | Partenaire    | Résultats | Résultat final                  |
| ----- | ------------------ | ---------- | ------------- | --------- | ------------------------------- |
| 2016  | Londres (O2 Arena) | Dur indoor | Rajeev Ram    | 3v, 2d    | Finaliste                       |
| 2017  | Londres (O2 Arena) | Dur indoor | Rajeev Ram    | 0v, 1d    | Éliminé en poules (remplaçants) |
| 2018  | Londres (O2 Arena) | Dur indoor | Michael Venus | 1v, 2d    | Éliminé en poules               |
| 2019  | Londres (O2 Arena) | Dur indoor | Michael Venus | 3v, 2d    | Finaliste                       |

## Parcours dans lesMasters 1000

### En double
| Année | Indian Wells                                                                  | Indian Wells                                                                   | Miami                                                                         | Miami                                                                  | Monte-Carlo                                                            | Monte-Carlo                                                                 | Madrid                                                                   | Madrid                                                               | Rome                                                                    | Rome                                                                     | Canada                                                                | Canada                                                              | Cincinnati | Cincinnati | Shanghai                                                              | Shanghai | Paris                                                                   | Paris |
| ----- | ----------------------------------------------------------------------------- | ------------------------------------------------------------------------------ | ----------------------------------------------------------------------------- | ---------------------------------------------------------------------- | ---------------------------------------------------------------------- | --------------------------------------------------------------------------- | ------------------------------------------------------------------------ | -------------------------------------------------------------------- | ----------------------------------------------------------------------- | ------------------------------------------------------------------------ | --------------------------------------------------------------------- | ------------------------------------------------------------------- | ---------- | ---------- | --------------------------------------------------------------------- | -------- | ----------------------------------------------------------------------- | ----- |
| 2013  | —                                                                             | —                                                                              | —                                                                             | —                                                                      | —                                                                      | —                                                                           | —                                                                        | —                                                                    | —                                                                       | —                                                                        | —                                                                     | —                                                                   | —          | —          | —                                                                     | —        | 1/8 de finale Butorac \|\| style="text-align:left;" \| Granollers López |       |
| 2014  | 1er tour (1/16) Butorac \|\| style="text-align:left;" \| Peya Soares          | 1/8 de finale Butorac \|\| style="text-align:left;" \| Harrison Sock           | 1er tour (1/16) Butorac \|\| style="text-align:left;" \| Mirnyi Youzhny       | 1er tour (1/16) Butorac \|\| style="text-align:left;" \| Raonic Seppi  | —                                                                      | —                                                                           | 1er tour (1/16) Butorac \|\| style="text-align:left;" \| Bopanna Qureshi | 1/8 de finale Butorac \|\| style="text-align:left;" \| Bryan         | 1/8 de finale Butorac \|\| style="text-align:left;" \| Peya Soares      | 1/4 de finale Butorac \|\| style="text-align:left;" \| Rojer Tecău       |                                                                       |                                                                     |            |            |                                                                       |          |                                                                         |       |
| 2015  | 1/8 de finale Paes \|\| style="text-align:left;" \| Bolelli Fognini           | 1er tour (1/16) Paes \|\| style="text-align:left;" \| Bolelli Fognini          | 1/8 de finale Haase \|\| style="text-align:left;" \| Granollers López         | —                                                                      | —                                                                      | —                                                                           | —                                                                        | 1er tour (1/16) Ram \|\| style="text-align:left;" \| Fognini Robredo | 1/8 de finale Ram \|\| style="text-align:left;" \| Matkowski Zimonjić   | Victoire Melo                                                            | Bolelli Fognini                                                       | 1/4 de finale Ram \|\| style="text-align:left;" \| Inglot Lindstedt |            |            |                                                                       |          |                                                                         |       |
| 2016  | 1er tour (1/16) Ram \|\| style="text-align:left;" \| Nestor Štěpánek          | Finale Ram                                                                     | Herbert Mahut                                                                 | 1er tour (1/16) Ram \|\| style="text-align:left;" \| Kontinen Peers    | 1/8 de finale Ram \|\| style="text-align:left;" \| Dodig Melo          | 1er tour (1/16) Ram \|\| style="text-align:left;" \| Benneteau Roger        | 1/4 de finale Ram \|\| style="text-align:left;" \| Murray Soares         | 1/4 de finale Ram \|\| style="text-align:left;" \| Dodig Melo        | 1/8 de finale Ram \|\| style="text-align:left;" \| Tsonga Zimonjić      | 1/8 de finale Ram \|\| style="text-align:left;" \| Kontinen Peers        |                                                                       |                                                                     |            |            |                                                                       |          |                                                                         |       |
| 2017  | Victoire Ram                                                                  | Kubot Melo                                                                     | 1er tour (1/16) Ram \|\| style="text-align:left;" \| Petzschner Peya          | 1/8 de finale Ram \|\| style="text-align:left;" \| Bopanna Cuevas      | 1/8 de finale Ram \|\| style="text-align:left;" \| Kyrgios Sock        | 1/4 de finale Ram \|\| style="text-align:left;" \| Bryan                    | 1/2 finale Ram \|\| style="text-align:left;" \| Bopanna Dodig            | 1/8 de finale Ram \|\| style="text-align:left;" \| Rojer Tecău       | 1/4 de finale Ram \|\| style="text-align:left;" \| Murray Soares        | 1/8 de finale Ram \|\| style="text-align:left;" \| López                 |                                                                       |                                                                     |            |            |                                                                       |          |                                                                         |       |
| 2018  | 1/8 de finale Venus \|\| style="text-align:left;" \| Dodig Ram                | 1/4 de finale Venus \|\| style="text-align:left;" \| Bryan                     | 1/4 de finale Venus \|\| style="text-align:left;" \| Bolelli Fognini          | 1/4 de finale Venus \|\| style="text-align:left;" \| Mektić Peya       | 1/8 de finale Venus \|\| style="text-align:left;" \| Murray Soares     | Finale Venus                                                                | Kontinen Peers                                                           | 1/8 de finale Venus \|\| style="text-align:left;" \| Kubot Melo      | 1/4 de finale Venus \|\| style="text-align:left;" \| Kubot Melo         | 1/4 de finale Venus \|\| style="text-align:left;" \| Rojer Tecău         |                                                                       |                                                                     |            |            |                                                                       |          |                                                                         |       |
| 2019  | 1/4 de finale Venus \|\| style="text-align:left;" \| Marach Pavić             | 1er tour (1/16) Venus \|\| style="text-align:left;" \| Middelkoop Schwartzman  | 1er tour (1/16) Salisbury \|\| style="text-align:left;" \| Albot Basilashvili | 1/8 de finale Haase \|\| style="text-align:left;" \| Kubot Melo        | Finale Venus                                                           | Cabal Farah                                                                 | —                                                                        | —                                                                    | 1/4 de finale Venus \|\| style="text-align:left;" \| Pavić Soares       | 1/4 de finale Venus \|\| style="text-align:left;" \| Murray Skupski      | 1er tour (1/16) Venus \|\| style="text-align:left;" \| Daniell Oswald |                                                                     |            |            |                                                                       |          |                                                                         |       |
| 2020  | n.o.                                                                          | n.o.                                                                           | n.o.                                                                          | n.o.                                                                   | n.o.                                                                   | n.o.                                                                        | n.o.                                                                     | n.o.                                                                 | 1er tour (1/16) Marach \|\| style="text-align:left;" \| Purcell Saville | n.o.                                                                     | n.o.                                                                  | 1/8 de finale Marach \|\| style="text-align:left;" \| Rojer Tecău   | n.o.       | n.o.       | 1er tour (1/16) McLachlan \|\| style="text-align:left;" \| Fritz Ruud |          |                                                                         |       |
| 2021  | 1er tour (1/16) McLachlan \|\| style="text-align:left;" \| Arévalo Middelkoop | 1er tour (1/16) McLachlan \|\| style="text-align:left;" \| Demoliner González  | 1/4 de finale McLachlan \|\| style="text-align:left;" \| Evans Skupski        | 1/8 de finale McLachlan \|\| style="text-align:left;" \| Herbert Mahut | 1/8 de finale McLachlan \|\| style="text-align:left;" \| Ram Salisbury | 1er tour (1/16) McLachlan \|\| style="text-align:left;" \| Koolhof Krajicek | 1er tour (1/16) McLachlan \|\| style="text-align:left;" \| Behar Escobar | n.o.                                                                 | n.o.                                                                    | 1er tour (1/16) McLachlan \|\| style="text-align:left;" \| Behar Escobar |                                                                       |                                                                     |            |            |                                                                       |          |                                                                         |       |
| 2022  | 1er tour (1/16) McLachlan \|\| style="text-align:left;" \| López Tsitsipás    | 1er tour (1/16) McLachlan \|\| style="text-align:left;" \| Granollers Zeballos | —                                                                             | —                                                                      | 1er tour (1/16) McLachlan \|\| style="text-align:left;" \| Cabal Farah | 1/8 de finale McLachlan \|\| style="text-align:left;" \| Behar Escobar      | —                                                                        | —                                                                    | —                                                                       | —                                                                        | n.o.                                                                  | n.o.                                                                | —          | —          |                                                                       |          |                                                                         |       |

N.B. : le nom du partenaire se trouve sous le résultat ; les noms des ultimes adversaires se trouvent à droite.

## Classements ATP en fin de saison
| Année          | 2000 | 2001 | 2002 | 2003 | 2004 | 2005 | 2006 | 2007 | 2008 | 2009 | 2010 | 2011 | 2012 | 2013 | 2014 | 2015 | 2016 | 2017 | 2018 | 2019 | 2020 | 2021 | 2022 |
| Rang en simple | 1082 | 530  | 387  | 392  | 409  | 618  | –    | 710  | 413  | 389  | 301  | 243  | –    | –    | –    | –    | –    | –    | –    | –    | –    | –    | –    |
| Rang en double | 1012 | 661  | 735  | 360  | 267  | 436  | –    | 847  | 577  | 364  | 187  | 112  | 75   | 44   | 20   | 20   | 12   | 25   | 15   | 8    | 18   | 26   | 56   |

Source : (en) Classements de Raven Klaasen sur le site officiel de la Fédération internationale de tennis